# Federação de Triatlo de Portugal
Die Federação de Triatlo de Portugal (FTP, port. für: Triathlon-Föderation von Portugal) ist der Dachverband für Triathlon (port.: Triatlo) in Portugal. Die FTP hat ihren Sitz in der Gemeinde Caxias, im Kreis Oeiras nahe Lissabon.

## Geschichte
Nachdem der moderne Triathlon Mitte der 1970er Jahre in den USA neu erfunden wurde, fand der Sport seinen Weg Anfang der 1980er Jahre auch nach Europa. So fanden 1981 in den Niederlanden erste offizielle Wettbewerbe auf dem Kontinent statt. 1984 fanden erstmals in Portugal Triathlon-Wettkämpfe statt, im Seebad Peniche. Im gleichen Jahr gründete sich der europäische Triathlon-Dachverband European Triathlon Union.
Mit der Associação Portuguesa de Triatlo (APT, dt.: Portugiesischer Triathlon-Verband) entstand 1987 der erste Triathlonverband in Portugal. 1989 gründete sich in Avignon der Weltverband International Triathlon Union, und im gleichen Jahr wurde die ATP in die neugegründete heutige Federação de Triatlo de Portugal (FTP) als direkte Nachfolgerin überführt.

## Organisationsstruktur
Die FTP ist Mitglied des europäischen Triathlon-Dachverbandes European Triathlon Union und des internationalen Triathlonverbandes International Triathlon Union. Sie gehört dem Dachverband Confederação do Desporto de Portugal und dem Comité Olímpico de Portugal, dem Nationalen Olympischen Komitee Portugals an.

### Regionalstruktur
Die FTP unterhält mit den Delegados Regionais eine regionale Verbandsstruktur, die jedoch erst im Aufbau ist. Auf Grund des finanziell inzwischen eingeschränkten Spielraums des Verbandes in Folge der Eurokrise und den verschiedensten öffentlichen Sparmaßnahmen konnten die Pläne bisher nur teilweise umgesetzt werden. Es existiert bisher eine regionale Unterorganisation, die Delegação Regional Norte für Nordportugal. Die geplanten Delegationen Delegação Regional Centro (Mittelportugal) und Delegação Regional Sul (Südportugal) werden bisher kommissarisch von der FTP direkt betreut, ebenso die Autonome Region Azoren, auf der es bisher noch keinerlei regionale Triathlonstruktur gab. Die Delegation der Autonomen Region Madeira wird vom dortigen Triathlonverband Associação Regional da Madeira mit Unterstützung der FTP geleitet.

### Organe
Präsident ist Carlos Henriques Feijão. Neben dem Präsidium (port.: Direcção) und der Generalversammlung (Mesa Assembleia-Geral) verfügt die FTP über vier weitere Organe:
- Conselho de Disciplina (dt.: Disziplinarrat)
- Conselho de Justiça (dt.: Gerichtsrat)
- Conselho Fiscal (dt.: Aufsichtsrat oder auch Kontrollrat)
- Conselho de Arbitragem (dt.: Regelausschuss)

## Aktivitäten
Die FTP organisiert eine Vielzahl Wettkämpfe im ganzen Land, in den Bereichen Triathlon, Duathlon, Aquabike, Aquathlon u. a. Auch internationale Meisterschaften werden von ihr ausgerichtet, darunter waren bisher u. a. ETU-Kurzdistanz-Europameisterschaften (Cascais 1989, Funchal 1999 und Lissabon 2008), eine U23-Europameisterschaft (Vila Nova de Gaia 2010), und Duathlon-Europameisterschaften (Mafra 1996 und 2001). Eine bedeutende Veranstaltung der FTP ist der Triatlo Internacional de Quarteira, der internationale Triathlonwettbewerb von Quarteira. Auch der Triatlo Internacional de Lisboa (Lissabon) und der Triatlo Internacional de Aveiro (Aveiro) sind zu nennen.
Zu den landesweiten Wettbewerben, die die FTP ausrichtet, zählen insbesondere:
- Campeonatos Nacionais Individuais, die Landesmeisterschaften der Einzelsportler
- Campeonato Nacional por Clubes, die Landesmeisterschaft der Vereine
- Taça de Portugal PORterra, der Landespokal im Cross-Triathlon

Weiterbildung, Werbemaßnahmen (u. a. an Schulen), und sowohl Breiten- als auch Leistungssportförderung gehören zu den verschiedenen Aufgaben der FTP. Sie unterhält zwei Leistungszentren (port.: Centro de Alto Rendimento, CAR), das CAR Montemor-o-Velho und das CAR Jamor (Oeiras), und sie organisiert und betreut die Nationalmannschaften Portugals in den verschiedenen Triathlon-Disziplinen.

### Staatsmeisterschaften

#### Staatsmeisterschaft Duathlon Kurzdistanz
| Datum/Jahr    | Ort           | Staatsmeister Duathlon Kurzdistanz | Zweiter Platz        | Dritter Platz           |
| ------------- | ------------- | ---------------------------------- | -------------------- | ----------------------- |
| 14. Juli 2018 | Braga         | João Francisco Ferreira -3-        | Rafael Domingos      | Gil Maia                |
| 22. Apr. 2017 | Braga         | João Francisco Ferreira            | Bruno Pais           | José Estrangeiro        |
| 15. Mai 2016  | Torres Vedras | João Pedro Ferreira Pereira -2-    | Gil Maia             | Marco Miguel            |
| 11. Apr. 2015 | Abrantes      | Filipe Azevedo                     | Hugo Alves           | Rafael Domingos         |
| 22. Juni 2014 | Abrantes      | João Francisco Ferreira            | Bruno Miguel Pereira | Marco Costa             |
| 14. Apr. 2013 | Torres Vedras | Sergio Silva                       | Daniel Martins       | João Francisco Ferreira |
| 2010          |               |                                    |                      |                         |
| 2004          |               |                                    |                      |                         |

| Jahr | Staatsmeisterin Duathlon Kurzdistanz | Zweiter Platz     | Dritter Platz     |
| ---- | ------------------------------------ | ----------------- | ----------------- |
| 2018 | Ana Filipa Santos -2-                | Andreia Ferrum    | Sofia Hipólito    |
| 2017 | Sheila Azevedo                       | Rita Maria Lopes  | Filipa Gonçalves  |
| 2016 | Ana Filipa Santos                    | Rita Lopes        | Helena Carvalho   |
| 2015 | Cristiana Valente -2-                | Ana Filipa Santos | Rita Lopes        |
| 2014 | Ana Sofia Henriques                  | Maria Do Ceu      | Melissa Maia      |
| 2013 | Cristiana Valente                    | Ana Santos        | Liliana Alexandre |
| 2010 | Maria Areosa                         |                   |                   |
| 2004 | Vanessa Fernandes                    |                   |                   |

#### Staatsmeisterschaft Triathlon Sprintdistanz
| Datum/Jahr  | Ort    | Staatsmeister Triathlon Sprintdistanz | Zweiter Platz      | Dritter Platz |
| ----------- | ------ | ------------------------------------- | ------------------ | ------------- |
| 5. Mai 2024 | Oeiras | João Nuno Batista                     | Miguel Tiago Silva | João Canadas  |

| Jahr | Staatsmeisterin Triathlon Sprintdistanz | Zweiter Platz     | Dritter Platz  |
| ---- | --------------------------------------- | ----------------- | -------------- |
| 2024 | Maria Tomé                              | Cassilda Carvalho | Mariana Vargem |

#### Staatsmeisterschaft Triathlon Kurzdistanz
| Datum/Jahr    | Ort      | Staatsmeister Triathlon Kurzdistanz | Zweiter Platz           | Dritter Platz   |
| ------------- | -------- | ----------------------------------- | ----------------------- | --------------- |
| 20. Mai 2017  | Sines    | David Luis                          | Pedro Afonso Gaspar     | Alexandre Nobre |
| 24. Juli 2016 | Setúbal  | João Pedro Silva                    | Pedro Afonso Gaspar     | Bruno Pais      |
| 17. Okt. 2015 | Montemor | Pedro Afonso Gaspar                 | João Francisco Ferreira | Rui Tenrinho    |
| 12. Okt. 2014 | Lissabon | Vasco Pessoa                        | Duarte Silva Marques    | Rui Tenrinho    |

| Jahr | Staatsmeisterin Triathlon Kurzdistanz | Zweiter Platz     | Dritter Platz     |
| ---- | ------------------------------------- | ----------------- | ----------------- |
| 2017 | Melanie Santos                        | Andreia Ferrum    | Liliana Alexandre |
| 2016 | Liliana Alexandre -2-                 | Helena Carvalho   | Ana Ramos         |
| 2015 | Liliana Alexandre                     | Andreia Ferrum    | Ana Filipa Santos |
| 2014 | Ana Filipa Santos                     | Liliana Alexandre | Katarina Larsson  |

#### Staatsmeisterschaft Triathlon Mitteldistanz
| Datum/Jahr    | Ort       | Staatsmeister Triathlon Mitteldistanz | Zweiter Platz   | Dritter Platz           |
| ------------- | --------- | ------------------------------------- | --------------- | ----------------------- |
| 18. Mai 2024  | Caminha   | Hugo Figueiredo                       | Alexandre Nobre | Luis Moleiro            |
| 29. Nov. 2015 | Vilamoura | Bruno Pais                            | David Caldeirao | Fabio Joao Azinheirinha |

| Jahr | Staatsmeisterin Triathlon Mitteldistanz | Zweiter Platz   | Dritter Platz   |
| ---- | --------------------------------------- | --------------- | --------------- |
| 2024 | Raquel Rocha                            | Vanessa Pereira | Mariana Marques |
| 2015 | Ana Filipa Santos                       | Vanessa Pereira | Andreia Ferrum  |

#### Staatsmeisterschaft Triathlon Langdistanz
| Datum/Jahr    | Ort           | Staatsmeister Triathlon Langdistanz | Zweiter Platz           | Dritter Platz       |
| ------------- | ------------- | ----------------------------------- | ----------------------- | ------------------- |
| 23. Juni 2024 | Coimbra       | Marcio Carvalho                     | Bruno Pontes            | Victor Simões       |
| 27. Okt. 2019 | Vilamoura     | Miguel Arraiolos                    | João Francisco Ferreira | Sérgio Marques      |
| 26. Aug. 2018 | Régua         | João Francisco Ferreira -2-         | Sérgio Marques          | Marcio Neves        |
| 26. Nov. 2017 | Vilamoura     | João Francisco Ferreira             | Fabio Joao Azinheirinha | Jorge Manuel Duarte |
| 9. Nov. 2014  | Portas do Mar | Sérgio Marques -2-                  | Fabio Joao Azinheirinha | Jorge Manuel Duarte |
| 3. Nov. 2013  |               | Sérgio Marques                      | Bének Morais            | Jorge Manuel Duarte |
| 2010          |               | Pedro Ribeiro Gomes -4-             |                         |                     |
| 2009          |               | Pedro Ribeiro Gomes -3-             |                         |                     |
| 2008          |               | Pedro Ribeiro Gomes -2-             |                         |                     |
| 2007          |               | Pedro Ribeiro Gomes                 |                         |                     |

| Jahr | Staatsmeisterin Triathlon Langdistanz | Zweiter Platz    | Dritter Platz     |
| ---- | ------------------------------------- | ---------------- | ----------------- |
| 2024 | Eva Silva                             | Ana Costa        | Susana Simoes     |
| 2019 | Liliana Verissimo                     | Ana Isabel Lopes | Sara Sá           |
| 2018 | Ana Filipa Santos -2-                 | Rita Maria Lopes | Liliana Verissimo |
| 2017 | Ana Filipa Santos                     | Rita Maria Lopes | Liliana Verissimo |
| 2014 | Vanessa Pereira -2-                   | Katarina Larsson |                   |
| 2013 | Vanessa Pereira                       | Patricia Leite   | Cecília Shinn     |
| 2010 |                                       |                  |                   |
| 2009 |                                       |                  |                   |
| 2008 |                                       |                  |                   |
| 2007 |                                       |                  |                   |